# 北桑坦德省
北桑坦德省（Norte de Santander）是哥倫比亞东北部的省份，面积为21648平方千米，2018年人口为1,391,366，省會库库塔。